# Vladimír Kovářík
Vladimír Kovářík (12. října 1913 Čelákovice – 7. června 1982 Praha) byl český literární vědec, který většinu svých popularizujících knih z oblasti historie věnoval mládeži. Zabýval se zejména literárními dějinami 19. století, obdobím budování Národního divadla a Nerudovým životem a dílem. Vycházel vstříc zájmu mladých čtenářů o umělecko-naučnou literaturu a hledal cesty, jak jim přístupnou a zábavnou formou přiblížit znalost dějin české literatury. Sem je možné například zařadit díla Mládí Jana Nerudy, Otec české Thálie o Josefu Kajetánu Tylovi a knížku vzpomínek českých spisovatelů na jejich mládí Když velcí byli malí.

## Život
Po maturitě na reálném gymnáziu v Brandýse nad Labem v roce 1932 a doplňující maturitě na klasickém gymnáziu v roce 1933 vystudoval český jazyk a latinu na Filosofické fakultě University Karlovy (1933–1937). Poté pracoval jako středoškolský profesor českého jazyka na gymnáziu na Žižkově v Praze (1936–1940, 1942–1949) a v Táboře (1940–1942). Po roce 1949 byl redaktorem Československého rozhlasu, vedoucím redakce pro děti a mládež. Po roce 1954 pracoval v Československé televizi. V roce 1964 se stal docentem historie a teorie sdělovacích prostředků na Fakultě osvěty a novinářství University Karlovy. V roce 1967 získal titul PhDr. obhajobou práce Dětský svět Marie Majerové, v roce 1969 získal titul kandidát věd (CSc.) prací Nerudova cesta k pramenům dětství. V roce 1980 byl jmenován profesorem.
Jeho oba synové, Vladimír Kovářík (* 1946) a Jan Kovářík (*1950), působili mimo jiné jako publicisté.

## Spisy

### Studie a populárně naučné knihy
- Mládí Jana Nerudy (1955), populárně naučná studie pro mládež.
- Otec české Thálie (1960), populárně naučná studie pro mládež o Václavu Klimentu Klicperovi a o počátcích českého divadla.
- Dětský svět Marie Majerové (1962), studie.
- Hlasy a tváře (1965), čtení o umění a umělcích, populárně naučná studie pro mládež.
- Staropražská romance (1969, rozšířeno 1973), čtení o tom, jak se žilo před sto lety,
- Nerudova cesta k pramenům dětství (1971).
- Slavní a zapomenutí (1983), čtení o životě a díle českých spisovatelů, vydáno posmrtně.
- Besedy (1983), vydáno v roce autorových nedožitých sedmdesátin.
- Daleká, široká pole (1984), čtení o Janu Nerudovi, vydáno posmrtně.

### Skripta
- Vývoj rozhlasové publicistiky 1 (1969).
- Proměny rozhlasové publicistiky 2 (1975).

### Povídky
- Chytráci (1973), povídka pro mládež.
- Jiříkovo vidění a jiné příběhy (1973, rozšířeno 1978), vyprávění podle Josefa Kajetána Tyla.

### Literární místopis
Zcela výjimečné postavení mají tři svazky literárního místopisu, kde vedle nejrůznějších údajů ze života českých spisovatelů připomíná Kovářík i vliv kraje na vznik a podobu literárního díla. Jsou to knihy Literární toulky po Čechách (Albatros, Praha 1977), Literární toulky Moravou (Albatros, Praha 1978) a Literární toulky Prahou (Albatros, Praha 1980).